# Ильино (городской округ Клин)
Ильино — деревня в Клинском районе Московской области, в составе Городского поселения Клин. Население — 45 чел. (2010). До 2006 года Ильино входило в состав Ямуговского сельского округа.

## Расположение
Деревня расположена в центральной части района, в 2 км от западной окраины города Клин, на левом берегу реки Липня (левый приток Сестры), высота центра над уровнем моря 149 м. Ближайшие населённые пункты — примыкающее на западе Борисово, Полуханово на севере и Першутино на юге.

## Население
| 2002 | 2006 | 2010 |
| ---- | ---- | ---- |
| 41   | ↘36  | ↗45  |